# Ismail Haniyeh
Ismail Haniyeh også kendt som Ismail Haniya (arabisk: إسماعيل هنية) (født januar 1963, død 31. juli 2024 i Teheran) var politisk leder i Den Islamiske modstandsbevægelse og terrororganisation, Hamas, og palæstinensisk ministerpræsident for de selvstyrende områder 2006-2007. Han blev ministerpræsident i februar 2006 efter Hamas' store valgsejr, men efter vanskeligheder med at styre indgik man en aftale om en samlingsregering med Fatah. Den nye regering begyndte sit arbejde den 18. marts 2007. Der opstod dog regulære kampe mellem de to grupper, hvorfor samarbejdet om en fælles styring af de palæstinensiske selvstyreområder gik i stå.
Haniyeh blev dræbt den 31. juli 2024 i Irans hovedstad Teheran. Han blev dræbt af en sprængladning, der i skjul var blevet smuglet ind på det værelse i et gæstehus i det nordlige Teheran, hvor han boede under sit besøg i Iran.